# Prunus padus
Pour les articles homonymes, voir Bois-puant.
Espèce
Classification phylogénétique
Répartition géographique
Le Cerisier à grappes ou Merisier à grappes (Prunus padus), parfois nommé amaruvier, bois-puant, putier, putiet, putet ou pétafouère, est une espèce de plantes à fleurs de la famille des Rosaceae.
C'est un arbre, qui malgré son nom possible de « cerisier », donne des fruits présentant peu d'intérêt : ils sont petits (6-8 mm de diamètre), de chair aigre et astringente et le noyau occupe environ 80 % du volume. Néanmoins, leur macération dans l'alcool donne une liqueur encore produite dans les Alpes françaises (région de Gap) portant le nom de « pétafouère » et à laquelle les anciens[Qui ?] attribuaient des propriétés digestives. Ses fruits contiennent deux anthocyanines : la cyanidine-3-rutinoside (60%) et la cyanidine-3-glucoside (40%).
Ce Prunus est proche du Laurier-cerise (Prunus laurocerasus).

## Description
Arbuste ou arbre (3-10 m) dont le bois a parfois une odeur désagréable après cassure (amande amère).
Feuilles: alternes, ovales pointues (8-10 cm), dentées, avec 1-2 glandes nectarifères sur le pétiole, près du limbe.
Fleurs: en longues grappes (10-15) pendantes, parfois dressées, blanches, très odorantes.
Fruits (juillet-septembre): petit drupes en longues grappes, sphériques (8-9 mm de diamètre), rouge foncé puis noires à maturité, brillantes, jus rouge, un noyau globuleux (6 mm de diamètre).
Habitat : bois et forêts humides, lisières de bois, haies, bords des cours d'eau, plutôt sur sols siliceux. Se rencontre également dans les parcs et les jardins.

### Images de détail

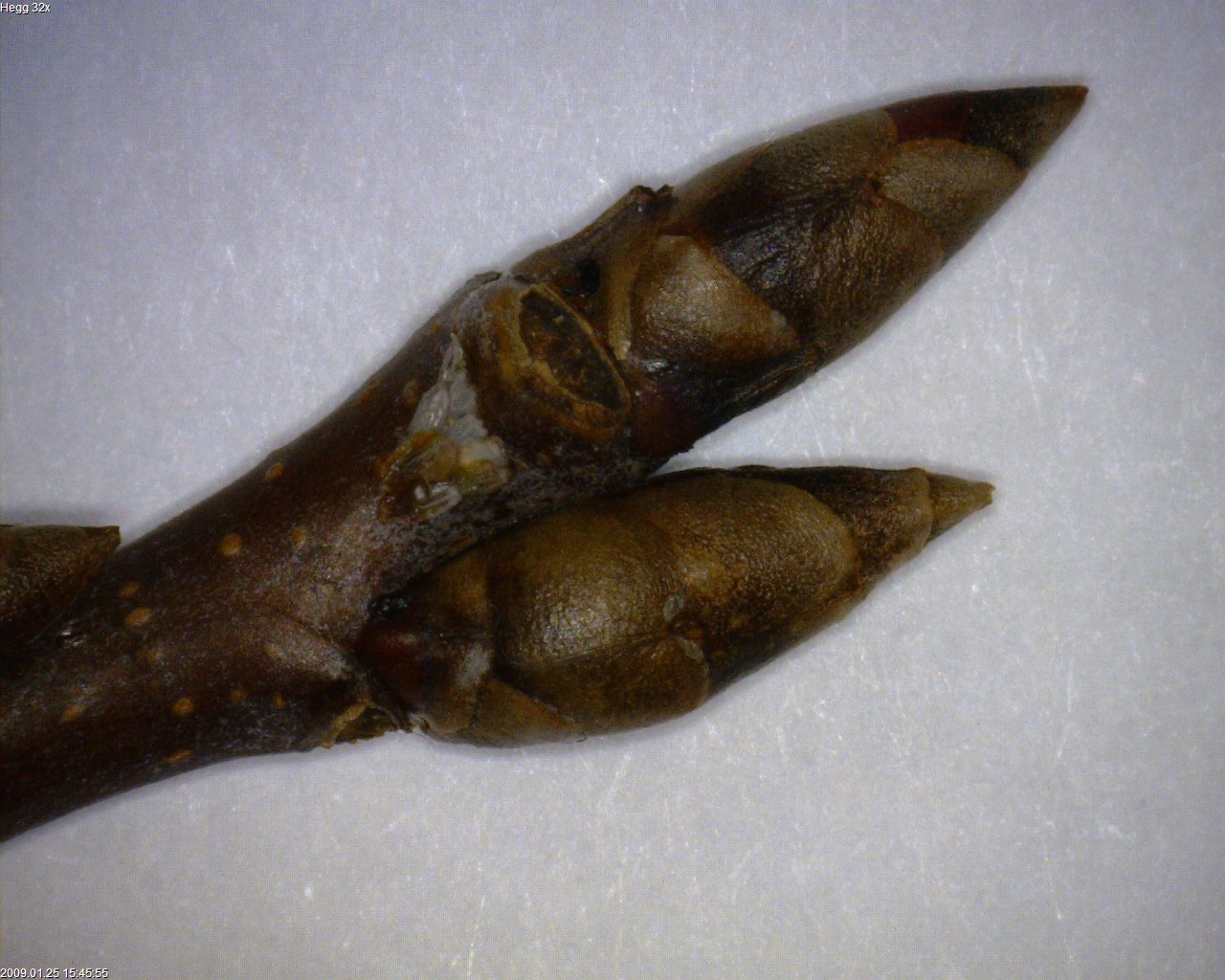
Bourgeons.
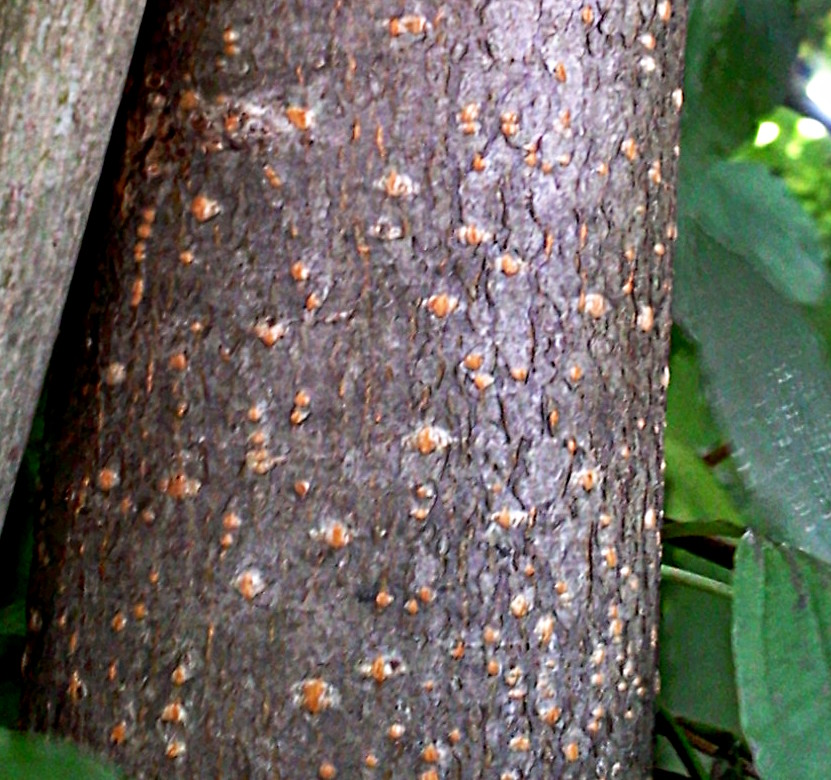
Écorce du tronc.
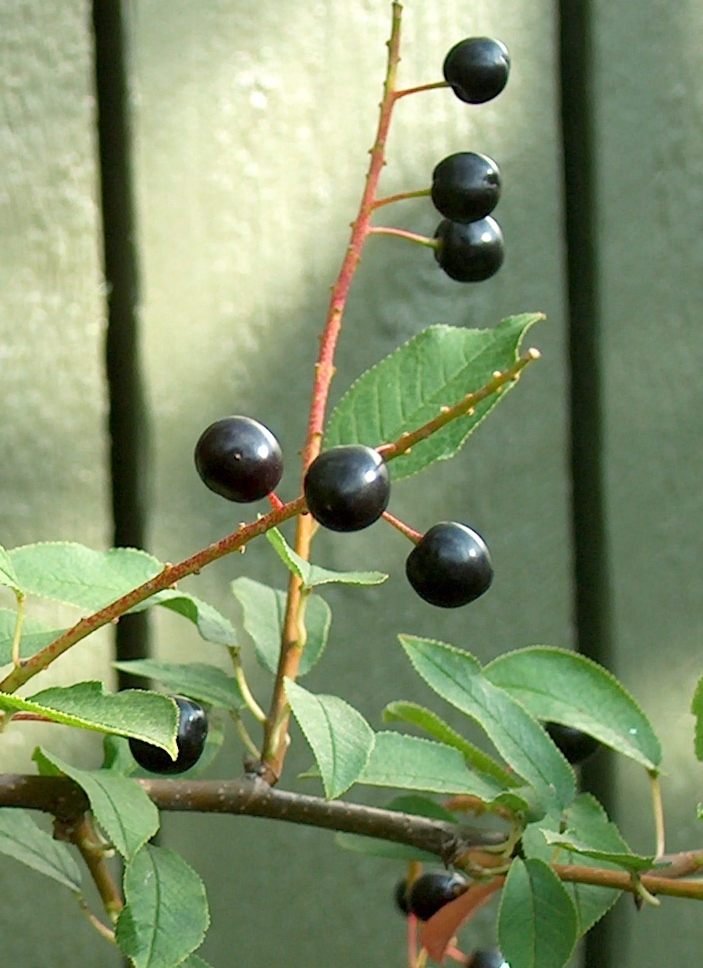
Baies.
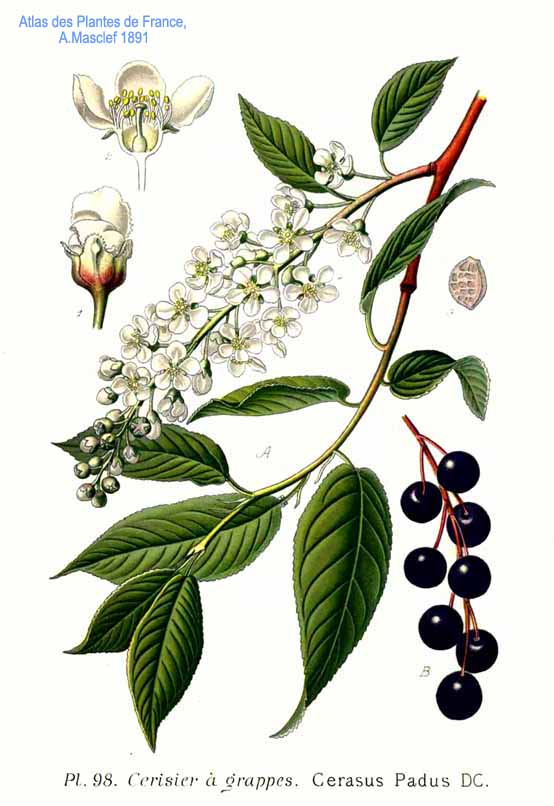
Planche illustrée : feuilles, fruits, fleurs, endocarpe.

## Propriétés

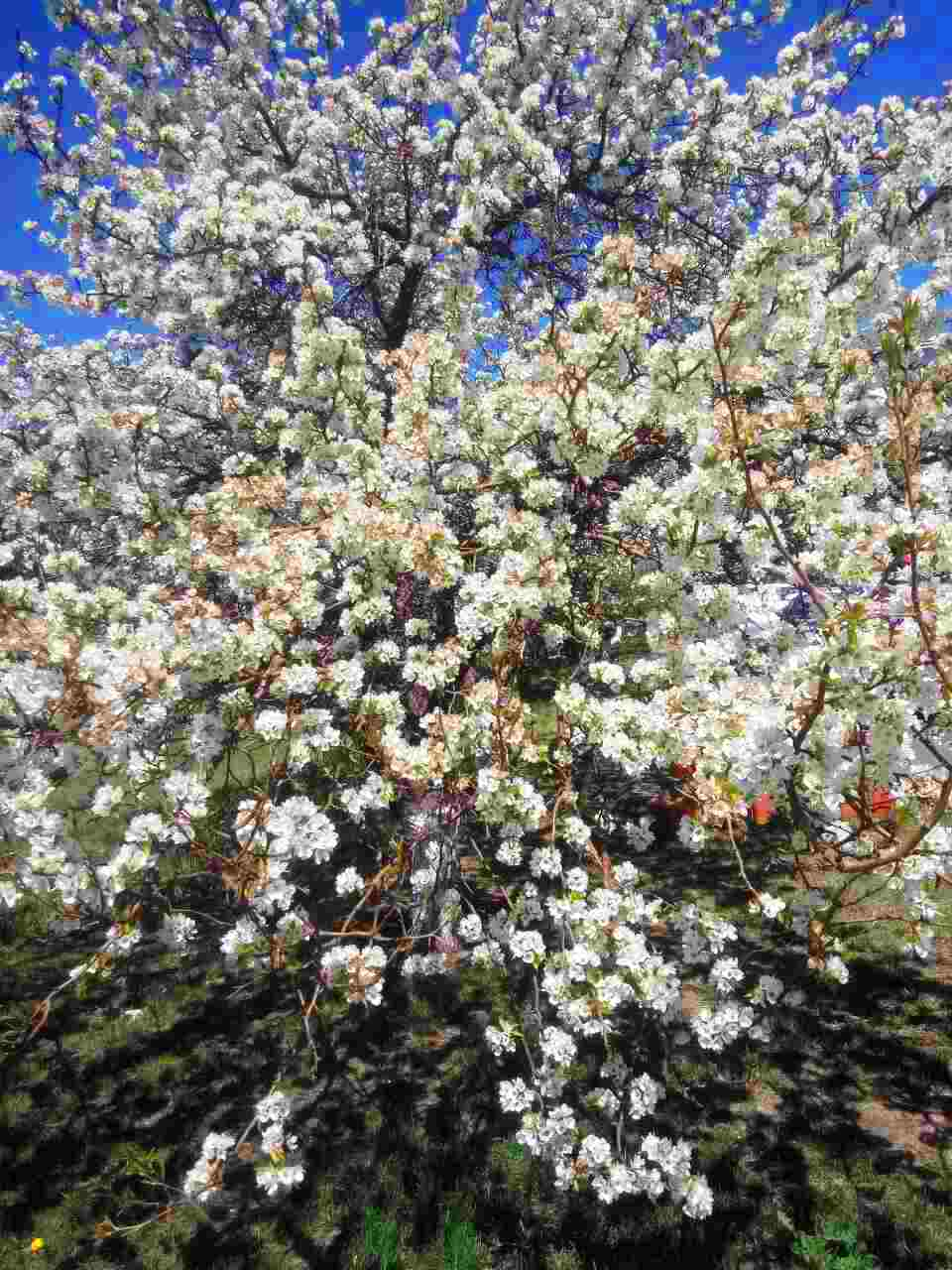
Fleur de cerisier Bouriatie, Russie

Le fruit n'est pas toxique mais il n'est pas consommable car sa saveur est aigre-douce. L'amande riche en hétérosides cyanogénétiques, est toxique (comme chez de nombreuses Rosacées).

## Aire de répartition
Il est indigène en Europe et dans le nord de l'Asie, jusqu'au Japon.

## Habitats

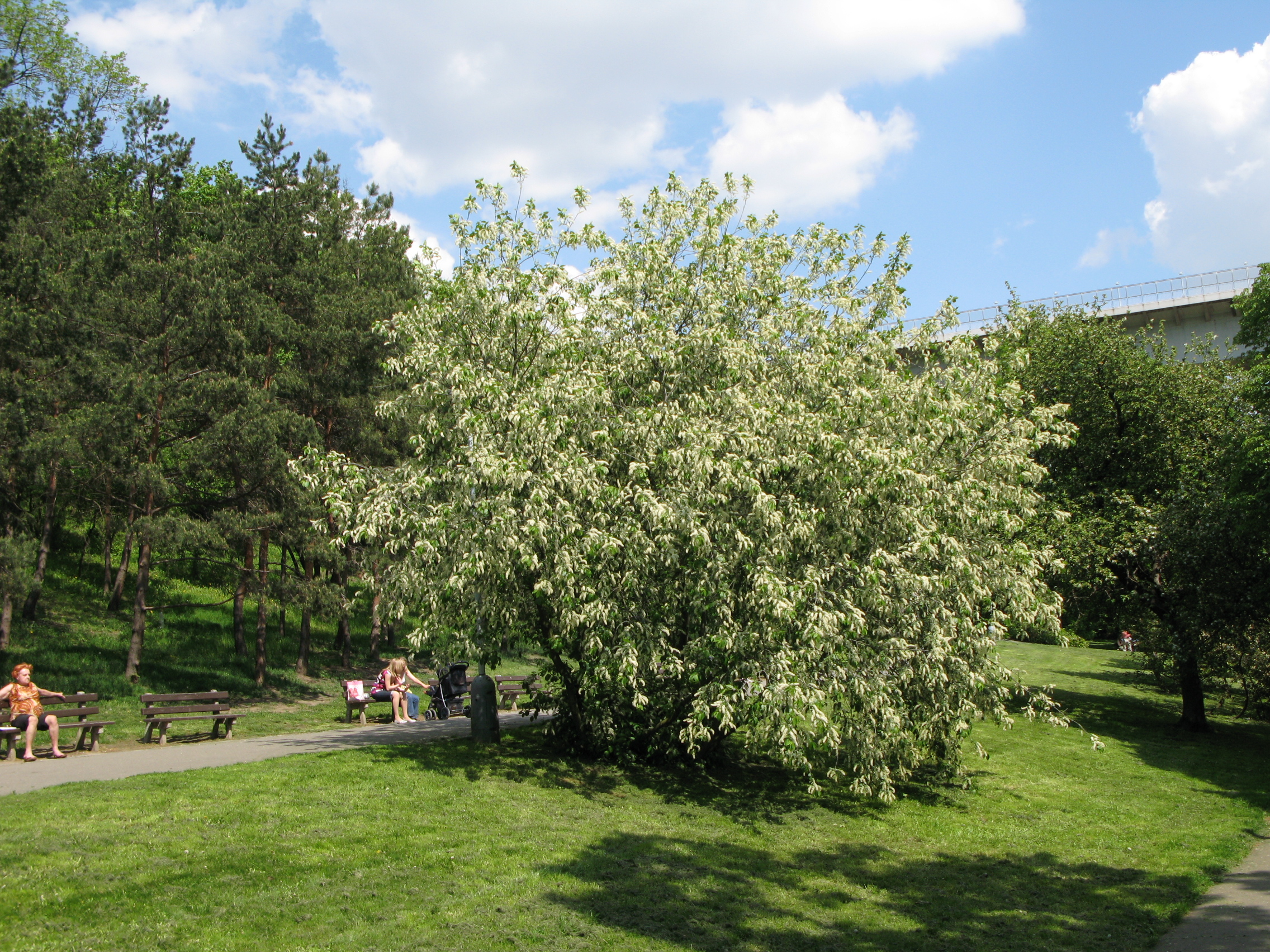
Cerisier à grappes.

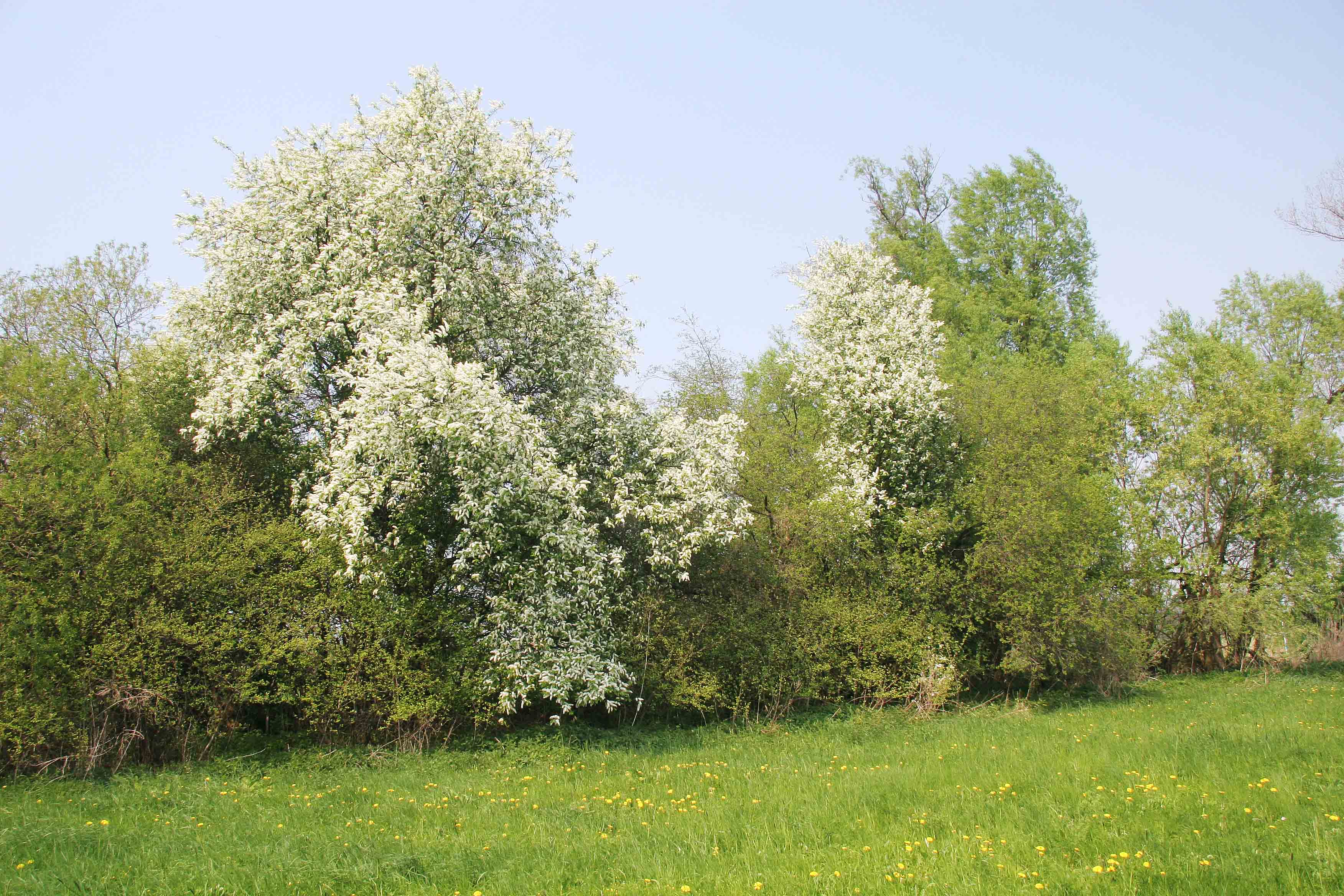
Cerisier à grappes dans une haie.

Il pousse dans les sols humides, surtout calcaires.
Il est, en France, typique de certains habitats, dont les « bois de Frênes et d'Aulnes des rivières médio-européennes à eaux lentes à cerisiers à grappes ».

## Hôtes
Il est notamment colonisé par un hémiptère (un puceron), Rhopalosiphum padi L., qui semble guidé par son odeur et avec lequel il a coévolué.

## Menaces
Dans sa zone de distribution naturelle, cette espèce subit la concurrence du cerisier tardif, espèce américaine au comportement invasif.[réf. nécessaire]

## Intérêt médicinal
Cette espèce a fait l'objet d'études en phytothérapie ; elle a été notamment comparée au Prunellier (Prunus spinosa).